# Чолокі
Чолокі (груз. ჩოლოქი) — невелика річка в Грузії. Назва, швидше за все, походить від тур. çöllük: 'сухий, маловодний'. Довжина річки — 30 км.
Утворює кордон між автономною республікою Аджарія і краєм (мхаре) Гурія північніше міста Кобулеті. Протікає в західному напрямку і впадає в річку Натанебі у її гирла в Чорному морі. У пониззі характер річки рівнинний.

## В історії
У XIX столітті була кордоном між Туреччиною і Російською імперією.

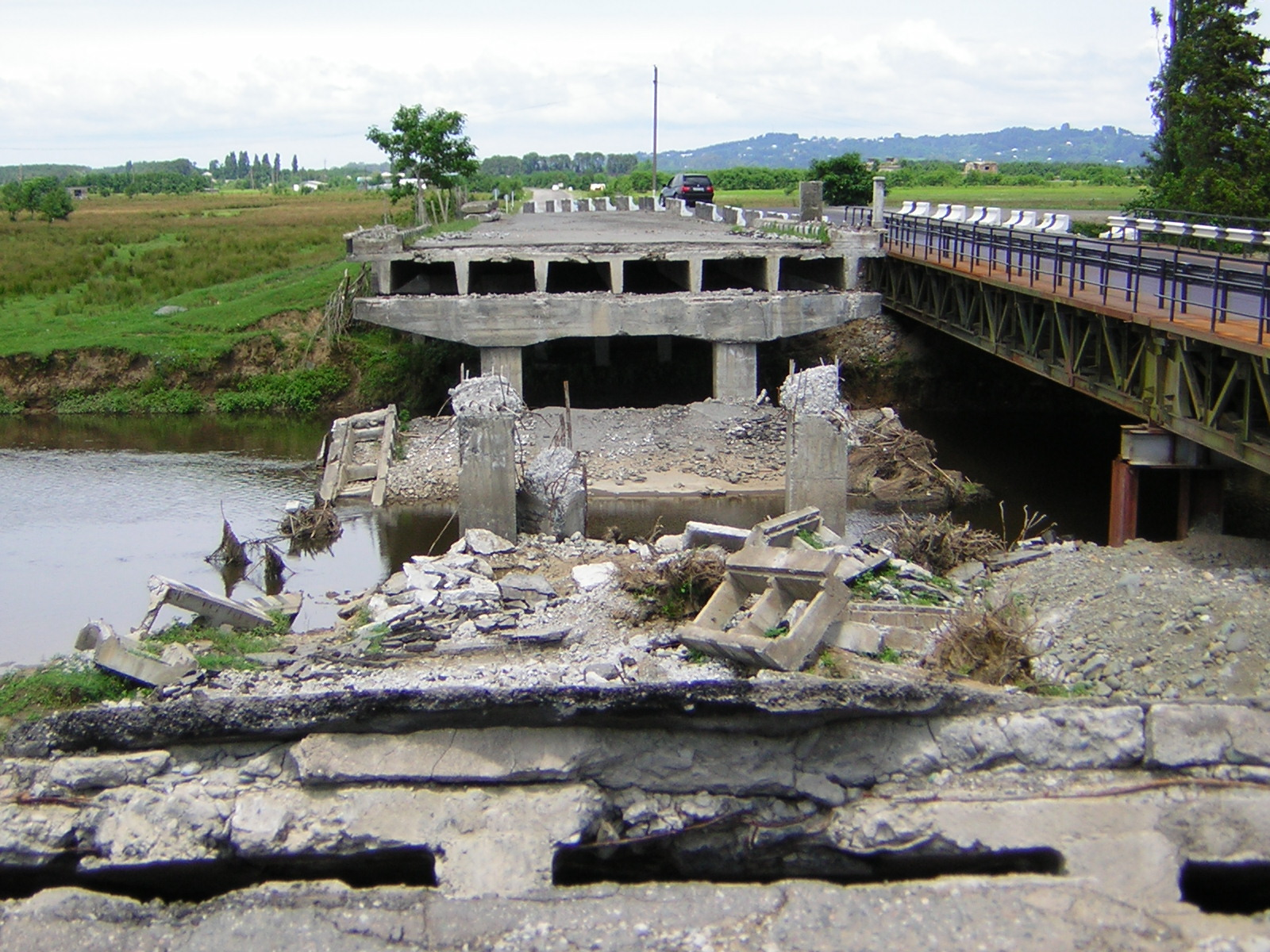
Міст через р Чолокі (в центрі — залишки мосту, зруйнованого 2004 року, праворуч — новий міст)

Під час Кримської війни з турками, 4 червня 1854 року, 13-тисячне угруповування військ російської армії під командуванням генерал-лейтенанта князя Івана Малхазовича Андронікова (Андронікашвілі) завернула на втечу 35-тисячний корпус оттоманських військ Селіма-паші на лівому березі річки Чолокі, захопивши всю артилерію (15 гармат), 35 прапорів і значків, три табори з усім майном, парками і магазинами. За перемогу на Чолокі, Андронніков був нагороджений орденом св. Олександра Невського.
Інший військовий епізод на цій річці стався 6 квітня 1918 року, коли Грузинська Національна Гвардія під командуванням генерал-лейтенанта Георгія Мазніашвілі дала відсіч наступу турків.
Автодорожній міст через р. Чолокі, який був важливою сполучною ланкою між Аджарією та іншими частинами Грузії, був підірваний 2 травня 2004 року за наказом тодішніх лідерів автономії. Голова уряду Аджарії Аслан Абашидзе пояснив що підрив мостів у прикордонному з Кобулеті районі був «превентивним заходом спрямованим проти можливих спроб центральної грузинської влади застосувати військову силу проти автономії».